# 사바세역
사바세역(일본어: 鯖瀬駅 さばせえき[*])은 일본 도쿠시마현 가이후군 가이요정에 위치한 시코쿠 여객철도 무기 선의 철도역이다. 역 번호는 M25이며, 단선 승강장 1면 1선의 구조를 갖춘 지상역이다.

## 역 주변
- 국도 제55호선
- 사바세 강

## 역사
- 1973년 10월 1일 : 개업.
- 1987년 4월 1일 : 일본국유철도 분할 민영화에 의해, 시코쿠 여객철도가 승계.

## 인접 역
| 시코쿠 여객철도 무기 선 | 시코쿠 여객철도 무기 선 | 시코쿠 여객철도 무기 선   |
| ----------------------- | ----------------------- | ------------------------- |
| M 24 무기 도쿠시마 방면 | 무기 선                 | 아사카와 M 26 가이후 방면 |